# Lilly Platt
Lilly Platt (nascida em 2008) é uma ambientalista holandesa nascida na Grã-Bretanha. Platt é conhecida pela sua juventude e por realizar greves pacíficas para expressar as suas preocupações ambientais. Ela é a Embaixadora Global do YouthMundus, Earth.org, e WODI; jovem embaixadorada Plastic Pollution Coalition e How Global; e embaixadora infantil para o Dia Mundial da Limpeza. Platt inicialmente tornou-se viral nas redes sociais depois de postar lixo de plástico que ela pegou e de o ter organizado. Ao longo dos anos, ela coletou mais de 100.000 pedaços de lixo.
Platt nasceu na Grã-Bretanha. A sua família mudou-se para a Holanda quando ela tinha sete anos.